# Hernesaari
Hernesaari (en suédois : Ärtholmen) est une section du quartier de Länsisatama à Helsinki.
La section s'appelait Munkkisaari jusqu'en 2013 où son nom a été changé en Hernesaari,.

## Description

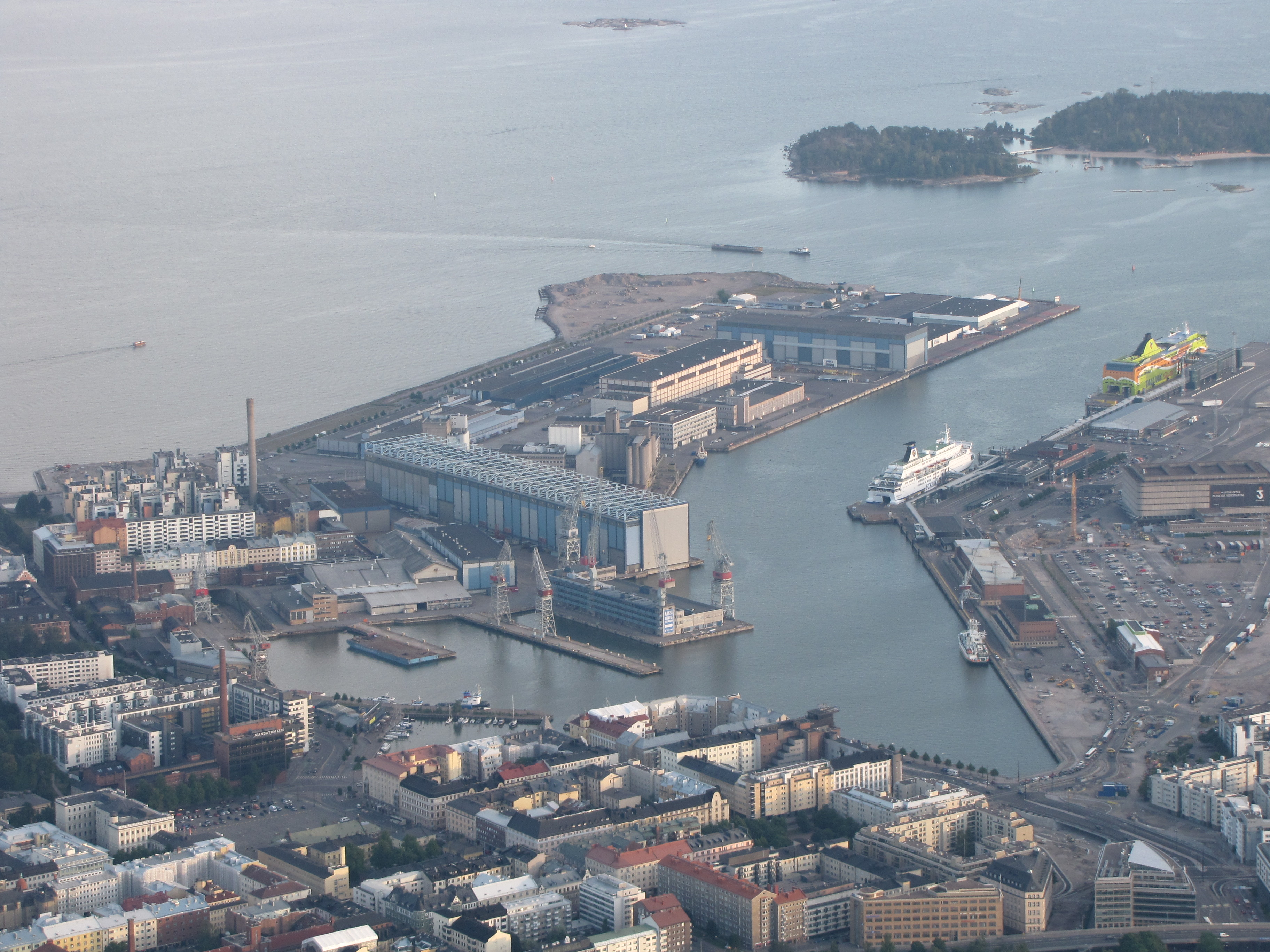
Vue aérienne de Hernesaari et de la baie de Hietalahti.

Hernesaari est formée par une péninsule du côté ouest d'Eira et par les anciennes îles Munkkisaari et Hernesaari qui y sont reliées par un remblai.
Sur le plan administratif, Hernesaari appartient au district d'Ullanlinna, qui à son tour fait partie du superdistrict sud d'Helsinki.
Hernesaari a une superficie de 0,55 km2, sa population s'élève à 1 220 habitants(1.1.2013) et il offre 1 773 emplois (1.1.2013).
Hernesaari est bordé à l'est par Telakkakatu puis Eira et Punavuori.
Au milieu de Telakkakatu passait jusqu'en 2008 la voie ferrée du port d'Helsinki.
A l'ouest, de l'autre côté de Hietalahti, se trouve Jätkäsaari qui, comme Hernesaari, fait partie du quartier de Länsisatama.
Selon le plan d'urbanisme approuvé en 2004, se trouve un ensemble d'immeubles résidentiels nommé Eiranranta (l'ancien quartier de Punatulku), qui est traversé par une rue du même nom.
Les îles Pihlajasaaret, situées au large de Hernesaari et populaires pendant la saison estivale, appartiennent à l'archpipel Länsisaaret.
Le point le plus au sud du centre-ville d'Helsinki se trouve à Hernesaari, mais la pointe sud de Lauttasaari s'étend encore plus au sud.
Le chantier naval de Hietalahti est toujours en activité à Hernesaari.
Le chantier naval est spécialisé dans les brise-glaces et la construction de bateaux pour l'Arctique,.
La jetée Munkkisaari de Hernesaari est considérée comme faisant partie du port Ouest d'Helsinki.
Il y a deux postes d'amarrage au port où mouillent les grands navires de croisière.
Environ 400 000 croisiéristes accostent chaque année,.

## Galerie photographique

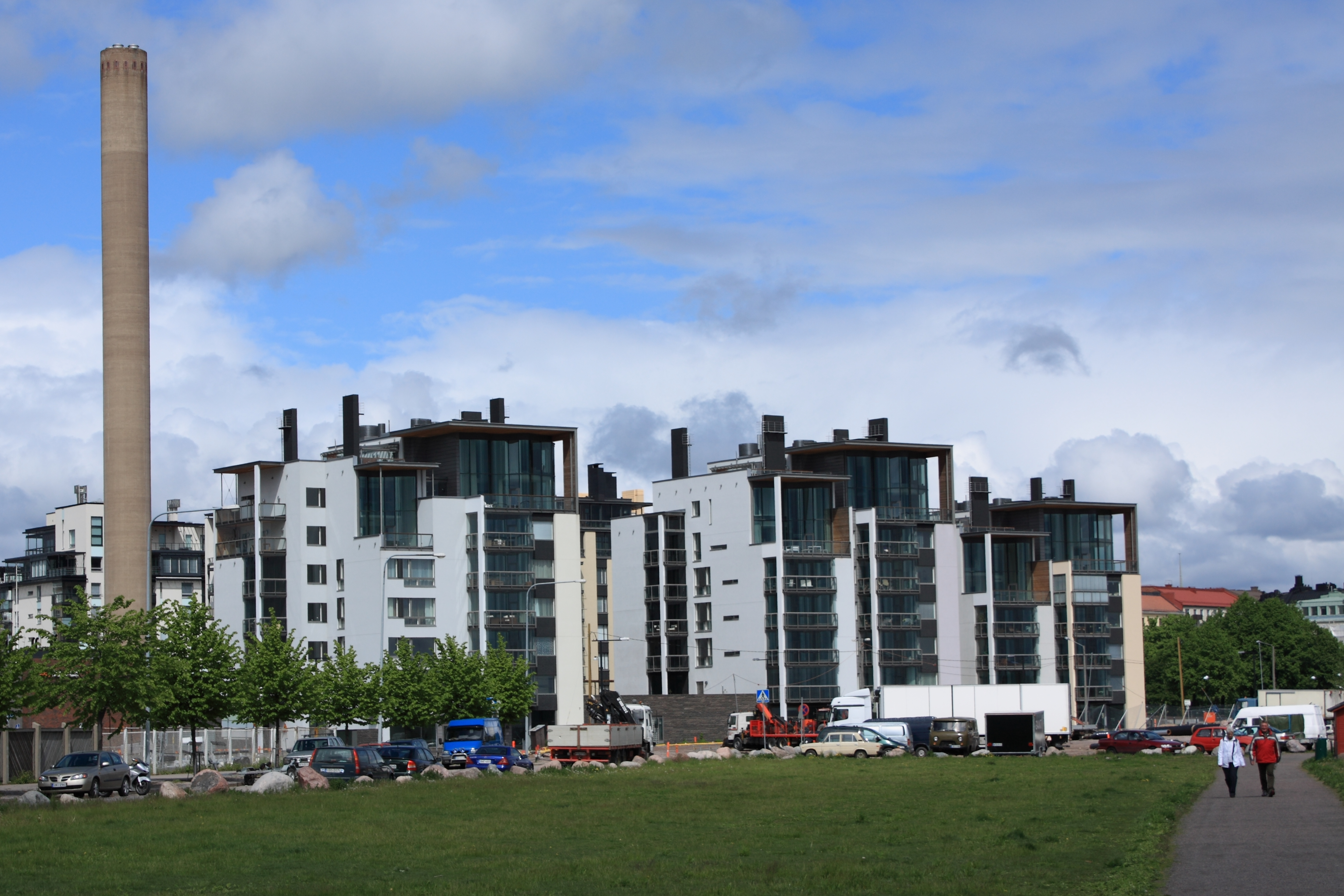
Eiranranta 2009.
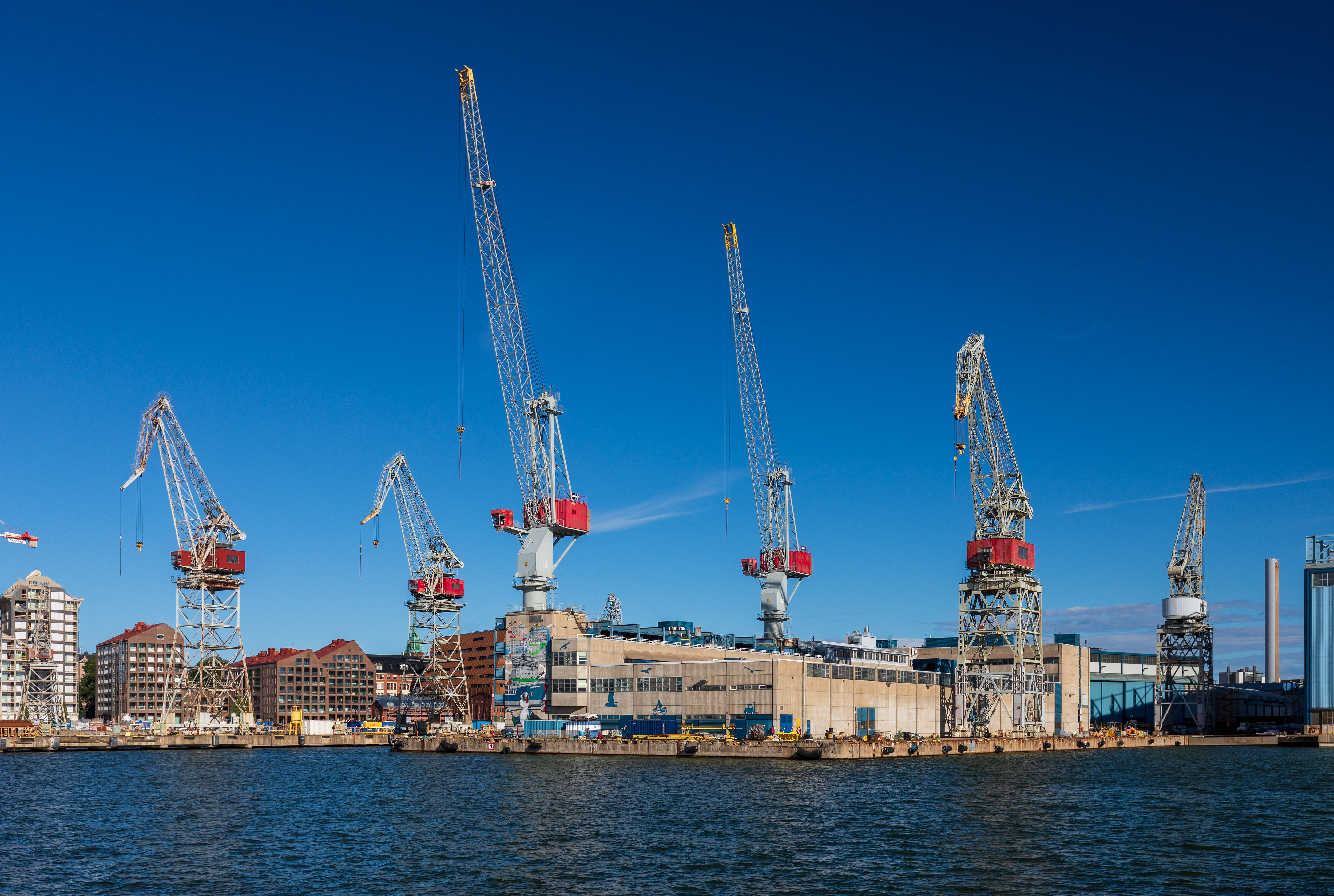
Chantier naval de Hietalahti.
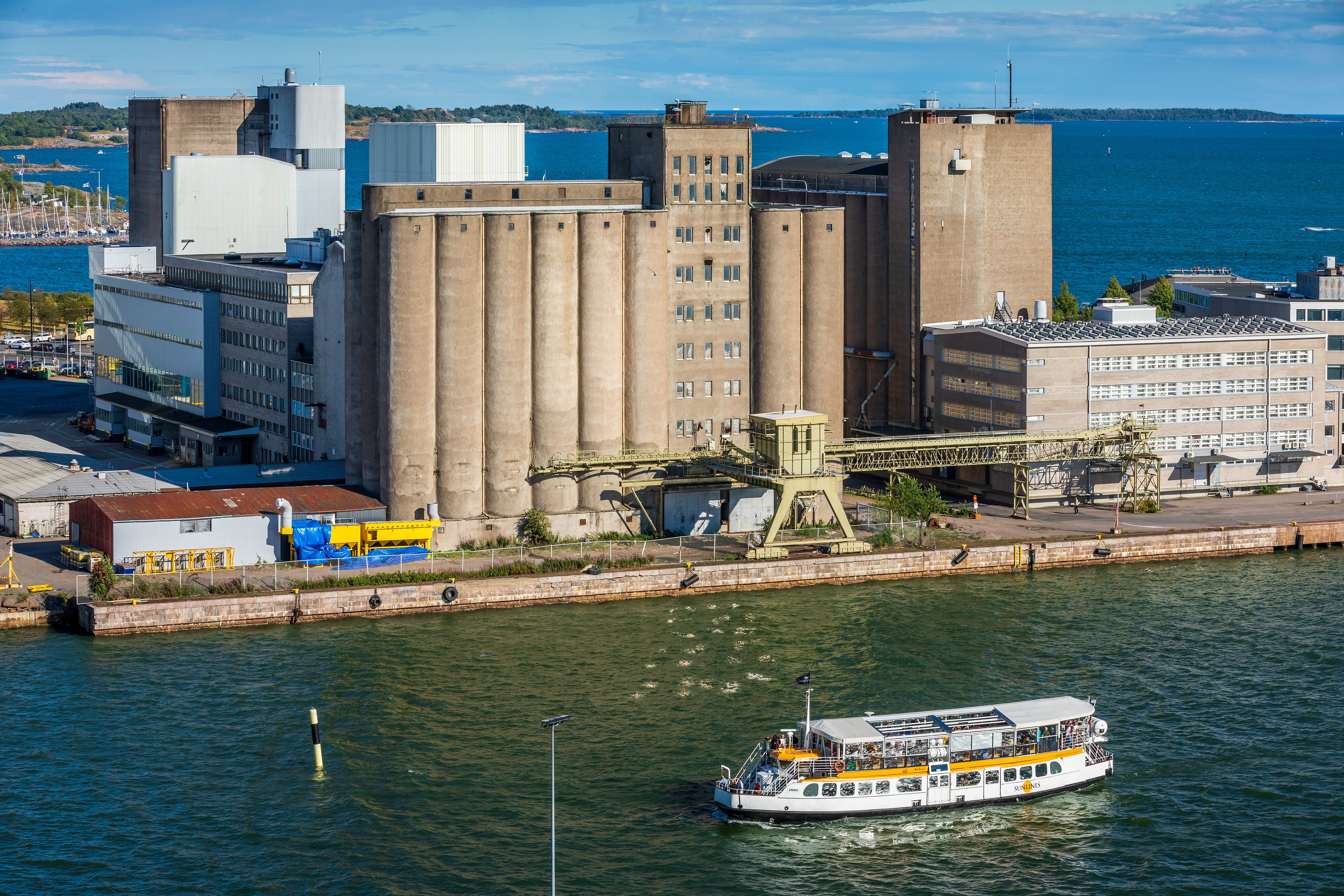
Silo a grain à Hernesaari.